# Medalhistas olímpicos do polo
Segue a lista dos medalhistas olímpicos do polo:

## Masculino
| Evento                    | Ouro | Prata                                                                                   | Bronze |
| ------------------------- | --- | --------------------------------------------------------------------------------------- | --- |
| Paris 1900 (detalhes)     | GBR Denis St. George Daly USA Foxhall Parker Keene USA Frank MacKey GBR Sir Alfred Rawlinson GBR John Beresford | GBR Walter Buckmaster GBR Jean de Madre GBR Frederick Freake USA Walter McCreery        | FRA Edouard Alphonse de Rothschild GBR Frederick Agnew Gill FRA Robert Fournier-Sarlovèze FRA Maurice Raoul-Duval                                    |
| Paris 1900 (detalhes)     | GBR Denis St. George Daly USA Foxhall Parker Keene USA Frank MacKey GBR Sir Alfred Rawlinson GBR John Beresford | GBR Walter Buckmaster GBR Jean de Madre GBR Frederick Freake USA Walter McCreery        | MEX Eustaquio de Escandón y Barrón MEX Manuel de Escandón y Barrón, Marquis of Villavieja MEX Pablo de Escandón y Barrón USA Guillermo Hayden Wright |
| Londres 1908 (detalhes)   | Charles Darley Miller George Arthur Miller Patteson Nickalls Herbert Haydon Wilson GBR Grã-Bretanha             | Walter Buckmaster Frederick Freake Walter Jones John Wodehouse GBR Grã-Bretanha         | nenhum |
| Londres 1908 (detalhes)   | Charles Darley Miller George Arthur Miller Patteson Nickalls Herbert Haydon Wilson GBR Grã-Bretanha             | John Hardress Lloyd John Paul McCann Percy O'Reilly Auston Rotherham GBR Grã-Bretanha   | nenhum |
| Antuérpia 1920 (detalhes) | Teignmouth Melville Frederick Barrett John Wodehouse Vivian Lockett GBR Grã-Bretanha                            | Leopoldo de La Maza Justo de San Miguel Álvaro de Figueroa José de Figueroa ESP Espanha | Arthur Harris Terry Allen John Montgomery Nelson Margetts USA Estados Unidos                                                                         |
| Paris 1924 (detalhes)     | Arturo Kenny Juan Miles Guillermo Naylor Juan Nelson Enrique Padilla ARG Argentina                              | Elmer Boeseke Tommy Hitchcock, Jr. Frederick Roe Rodman Wanamaker USA Estados Unidos    | Frederick Barrett Dennis Bingham Fred Guest Kinnear Wise GBR Grã-Bretanha                                                                            |
| Berlim 1936 (detalhes)    | Luis Duggan Roberto Cavanagh Andrés Gazzotti Manuel Andrada ARG Argentina                                       | Bryan Fowler William Hinde David Dawnay Humphrey Guinness GBR Grã-Bretanha              | Juan Gracia Julio Mueller Antonio Nava Alberto Ramos MEX México                                                                                      |